# Honk for Jesus, Save Your Soul
Honk for Jesus, Save Your Soul ist eine Filmkomödie von Adamma Ebo, die Ende Januar 2022 beim Sundance Film Festival ihre Premiere feierte. Der Film ist zugleich eine Satire auf die von Skandalen heimgesuchten Megakirchen der Baptisten im Süden der USA.

## Handlung
Die Pastorenehefrau Trinity Childs versucht ihrem Ehemann Lee-Curtis Childs dabei zu helfen, die Südstaatenkirche der Baptistengemeinde wieder aufzubauen und die Menschen wieder mit ihrem Glauben zu versöhnen. Hierfür nehmen sie einige größeren Veränderungen an den Gottesdiensten vor.

## Produktion
Regie führte Adamma Ebo, die auch das Drehbuch schrieb. Es handelt sich um ihr Spielfilmdebüt. Ebo hatte bereits einen Kurzfilm mit gleichem Titel gedreht.
Auf der Besetzungsliste finden sich Sterling K. Brown und Regina Hall, die in den Hauptrollen Lee-Curtis Childs und seine Ehefrau Trinity Childs spielen.
Die Filmmusik komponierte Marcus Norris. Das Soundtrack-Album mit insgesamt 18 Musikstücken wurde am 2. September 2022 von Back Lot Music als Download veröffentlicht.
Erste Vorstellungen des Films erfolgen ab dem 23. Januar 2022 beim Sundance Film Festival. Im Juni 2022 wird er beim Sundance London gezeigt. Am 2. September 2022 kam der Film in die US-Kinos. Ebenfalls im September 2022 wird Honk for Jesus, Save Your Soul beim Zurich Film Festival in der Sektion #MyReligion gezeigt. Ende September, Anfang Oktober 2022 wird er beim Filmfest Hamburg vorgestellt.

## Rezeption

### Kritiken
Von den bei Rotten Tomatoes aufgeführten Kritiken sind 71 Prozent positiv.

### Auszeichnungen
Black Reel Awards 2023
- Nominierung als Bester Independentfilm
- Nominierung als Bester aufstrebender Regisseur (Adamma Ebo)
- Nominierung für das Beste Erstlingsdrehbuch (Adamma Ebo)
- Nominierung als Bester Hauptdarsteller (Sterling K. Brown)
- Nominierung als Beste Hauptdarstellerin (Regina Hall)
- Nominierung als Bestes Schauspielensemble
- Nominierung für das Beste Kostümdesign (Lorraine Coppin)[9]

Independent Spirit Awards 2023
- Nominierung als Beste Hauptdarstellerin (Regina Hall)
- Nominierung für den „Someone to Watch Award“ (Adamma Ebo)[10]

NAACP Image Awards 2023
- Nominierung als Beste Hauptdarstellerin (Regina Hall)
- Nominierung als Bester Hauptdarsteller (Sterling K. Brown)[11]